# Großsteingrab Græse 2
Das Großsteingrab Græse 2 war eine megalithische Grabanlage der jungsteinzeitlichen Nordgruppe der Trichterbecherkultur im Kirchspiel Græse in der dänischen Kommune Frederikssund. Es wurde wohl um 1890 zerstört.

## Lage
Das Grab befand sich ostsüdöstlich von Græse, einige Meter nördlich des Hørupvej und gegenüber einer Abzweigung auf einem Feld. In der näheren Umgebung gibt bzw. gab es zahlreiche weitere megalithische Grabanlagen.

## Forschungsgeschichte
Im Jahr 1890 führten Mitarbeiter des Dänischen Nationalmuseums eine Dokumentation der Fundstelle durch. Zu dieser Zeit waren nur noch geringe Reste der Anlage erhalten. Bei einer weiteren Dokumentation im Jahr 1942 waren keine baulichen Überreste mehr auszumachen.

## Beschreibung
Die Anlage besaß eine nord-südlich orientierte längliche Hügelschüttung unbekannter Größe, die 1890 bereits weitgehend zerstört war. Über eine mögliche steinerne Umfassung ist nichts bekannt. Der Hügel enthielt eine Grabkammer, deren Steine 1890 in Unordnung umher lagen und keine Rückschlüsse mehr auf Maße, Orientierung und Typ der Kammer zuließen.